# Archeologische waarden- en verwachtingskaart
In Nederland is een archeologische waarden- en verwachtingskaart een kaart waarop bekende archeologische vindplaatsen en de archeologische verwachting van een gebied (kans op het aantreffen van archeologische resten) zijn vastgelegd. Soms maakt de kaart deel uit van een bredere inventarisatie, de cultuurhistorische waardenkaart.

## Vroege fase
De archeologische potentiekaart, voorloper van de waarden- en verwachtingskaart, werd ontwikkeld door de stichting RAAP in navolging van de Amerikaanse processueel-archeoloog K.L. Kvamme. Daarbij werd uitgegaan van het principe dat er uitspraken te doen zijn over de locaties waar mensen zich in het verleden vestigden. Doel was om beter te kunnen voorspellen waar zich archeologische vindplaatsen zouden bevinden en waar niet.
De eerste archeologische potentiekaart van Nederland werd in 1990 vervaardigd in opdracht van de Landinrichtingsdienst voor het gebied Rijssen-Wierden in een geografisch informatiesysteem. Opstellers waren de fysisch-geograaf Alfred Ankum en de archeoloog Bert Groenewoudt. Kort hierna volgde de eerste potentiekaart voor een gemeentelijke overheid, namelijk voor Ede.
De Rijksdienst voor het Cultureel Erfgoed nam enkele jaren later het opstellen van een landelijke archeologische verwachtingskaart op zich, hetgeen de Indicatieve Kaart Archeologische Waarden (IKAW) zou worden. Deze kaart wordt op een landelijk schaalniveau nog altijd gebruikt.

## Gemeente als bevoegd gezag
Sinds de wijziging van de Monumentenwet 1988 in 2007, toen als gevolg van de ratificatie van het Verdrag van Valletta bij gemeentelijke overheden de verantwoordelijkheid voor het bodemarchief werd neergelegd, beschikken steeds meer gemeenten over een eigen archeologische waarden- en verwachtingskaart. Deze kaarten zijn doorgaans vele malen gedetailleerder dan de IKAW en worden opgesteld op basis van bodemkarteringen, variërend van 1:50.000 tot 1:10.000. Het aantal gemeenten dat geen archeologische waarden- en verwachtingskaart heeft is relatief beperkt. Vaak leggen provinciale overheden voorwaarden op aan hoe de kaarten opgebouwd dienen te zijn, al dan niet gekoppeld aan subsidiemogelijkheden.
Op deze kaarten, die overigens ook voor waterschappen, terreinbeheerders e.d. worden opgesteld, zijn doorgaans de volgende zaken opgenomen:
- gebieden/zones waarvoor een bepaalde archeologische verwachting (hoog, middelmatig of laag) geldt, gebaseerd op de bodem- of terreingesteldheid en het daaraan gekoppelde verwachtingsmodel;
- de terreinen van de Archeologische MonumentenKaart (AMK);
- bekende archeologische vindplaatsen;
- overige locaties waarvan bekend is dat zich daar archeologische resten kunnen bevinden, zoals historische boerderij- en kerklocaties.

Op basis van keuzes van gemeentelijke overheden kan aan bovenstaande zones door gemeenten beleid worden gekoppeld, hetgeen veelal leidt tot het opstellen van een archeologische beleidskaart.

## Samenstellers
Het samenstellen van archeologische waarden- en verwachtingskaarten wordt veelal overgelaten aan marktpartijen. De primaire ontwikkelaar, nu RAAP Archeologisch Adviesbureau geheten, is nog steeds een zeer belangrijke speler in dit veld. Daarnaast stellen ook bedrijven als BAAC en Vestigia deze kaarten samen. Tegenwoordig vormen archeologische waarden- en verwachtingskaarten steeds vaker een onderdeel van een veel uitgebreidere cultuurhistorische waardenkaart, zoals de Cultuurhistorische Waardenkaart Ede die RAAP samen met Overland en Van Meijel in opdracht van de gemeente Ede samenstelde.